# Diablo (videójáték)
A Diablo akció-szerep hack and slash videójáték, melyet a Blizzard North fejlesztett és a Blizzard Entertainment jelentetett meg 1997-ben.

## Történet
A játék Sanctuary („Menedékföld”) világában játszódik, annak is egy eldugott vidékén található Tristram falucskájában. Ebben a faluban található egy Zakarum katedrális, amelyet a titokzatos Horadrim rend felügyelt. Erről a szent helyről azt tartották, hogy itt őriztek egy vörös lélekkövet, amelybe Diablónak, a Rettegés Urának sötét lelkét zárták, ám évszázadokkal később a kolostorban szolgáló Lazarus érsek megtébolyodott, illetve Khanduras királya, Leoric feleségét is hátborzongató tudathasadás kerítette hatalmába, majd az érsek elrabolta a király fiát, és a templom legmélyére zárta, hogy benne éledjen újjá a démonok uralkodója. Mindeközben a közeli kis falu környékén egyre-másra tűntek fel rettenetes bestiák, félelemben tartva a helyi embereket. A falu reménytelen helyzetbe sodródott, s a falubeliek egyetlen reménye a démonokkal és bestiákkal bátran szembeszálló néhány kalandor, akik a rejtett kincsek és az igazság után kutatva merészkedtek az átkozott katedrális mélységéibe, a Gonoszt követve.

## Városi szereplők
A kalandozó Tristram faluból indul, és bárhol is jár, a Town Portal nevezetű varázslat illetve ezt a képességet tartalmazó tekercs segítségével, egy sötétkék kaput megnyitva visszatérhet oda. A faluban több NPC (Non-Player Character) is található:
- Griswold: Kovácsmester, aki megjavíthatja, illetve felvásárolhatja a játékos tönkrement fegyverét és páncélzatát, továbbá maga is árul hagyományos és mágikus felszereléseket.
- Pepin: Orvos, aki automatikusan feltölti a játékos életerejét, továbbá árul gyógyító italokat. Ha a játékos eléri a 13. szintet, Pepin ún. elixírekkel is kereskedni fog, amelyek a Vitality kivételével minden más tulajdonság értékét italonként egy ponttal véglegesen megnövelik – de az elérhető maximumot nem lehet így átlépni.
- Adria: Boszorkány, aki feltöltheti a varázsbotokat, illetve kereskedik velük, valamint varázslatok megtanulására alkalmas könyvekkel, tekercsekkel, és mannaitalokkal is.
- Deckard Cain: Titokzatos múltú idős ember, aki képes azonosítani minden mágikus tulajdonságú tárgyat. A sorozat későbbi részeiben is fontos szerepet játszik.
- Wirt: Rokkant tinédzserfiú, aki lopott tárgyakkal üzlettel. Aktuális árukészletét csak 50 arany fejében mutatja meg, de ez a „zsákbamacska” gyakorta megéri, mivel értékes fegyverek és páncélzatok is lehetnek birtokában, amelyeket ezután annak teljes áráért lehet megvásárolni tőle.
- Ogden: A helyi Tavern of the Rising Sun („A felkelő nap kocsmája”) tulajdonosa. Küldetéseket biztosít a kalandozó számára.
- Gillian: Ogden kocsmájának bárpultosnője. Nincs különösebb szerepe a játékban.
- Farnham: Gillian háza mögött ülő részeg. Nincs különösebb szerepe a játékban.

## Játékmenet
A játék alapvetően hack & slash („üsd-vágd”) alapokra épül, nem kapnak komoly szerepet a többi kalandjátékban hangsúlyozottabban jelenlevő stílusú monológok és történetvezetés, csak a puszta harc. A játék atmoszférája sötét, gótikus jellegű környezet, hanghatásai és aláfestő zenéi ezt még tovább erősítik.

### Karakterleírás
A játékban négy fő tulajdonság van:
- Strength (Erő) – A közelharci sebzés erejét növeli.
- Magic (Mágia) – A támadó varázslat sebzését, illetve az elérhető manna mennyiségét növeli.
  - Mana (Manna, vagy „varázserő”) – A karakter varázslathasználatát biztosítja. Minél több a pont, annál több varázslatot használhat a karakter mindaddig, amíg a manaszint az adott varázslat minimum mannakövetelménye alá nem esik vagy teljesen ki nem fogy.
- Dexterity (Ügyesség) – A nem-varázslat alapú távolsági sebzés erejét, a védelmet, továbbá a sebzéselkerülés esélyét növeli.
- Vitality (Vitalitás) – Az elérhető élet mennyiségét növeli.
  - Life (Élet, vagy „életerő”) – A karakter túlélését biztosítja. Minél több a pont, annál tovább bírja az ellenség támadását. Az életerő pontok elfogyása a karakter halálát jelenti.

A játékban léteznek további tulajdonságok is, például a három elérhető nem-fizikai alapú sebzéstípussal Fire (Tűz); Lightning (Villám); Magic (Mágia) szembeni ellenállás (Resistance) értékei.
A játékos három lehetséges karakterosztályból választhat:
- Warrior (Harcos) – Közvetlen közelről támadó karakterosztály. Jellemzően egy kézben tartható könnyű fegyvert és pajzsot, avagy két kézben tartható nehézfegyvert használ, legfontosabb tulajdonsága a Strength, kezdőképessége pedig az Item Repair („Tárgyjavítás”), amivel megjavíthatja elhasználódott felszerelését, de hátránya, hogy minden használattal csökkenti annak maximális tartósságát.
- Rogue („Íjász”) – Alapvetően távoli sebzésre épülő támadást használó karakterosztály. Jellemzően íjat használ, legfontosabb tulajdonsága a Dexterity, külön tanulás nélkül elérhető kezdőképessége a Trap Disarm („Csapda-hatástalanítás”), amivel felfedezheti/hatástalaníthatja az ajtókon és a ládákon lévő csapdákat.
- Sorcerer (Varázsló) – Jellemzően varázslatokkal támadó karakterosztály. Alapvetően botot használ, legfontosabb tulajdonsága a Mágia, kezdő képessége pedig a Stave Recharge, amivel saját maga is feltöltheti a varázslóbotokat – ám ennek nagy hátránya, hogy minden használattal csökkenti a tárgy maximális töltetét („Charges”).

### Tárgyhasználat
A karakter képes fejfedőt, testpáncélt/köpenyt, pajzsot, gyűrűket, amulettet és különféle fegyverzetet hordani. Táskájában négyzetrácsos rendszerben helyezhetők el a megszerzett tárgyak – egy nagyobb tárgy több ilyen négyzetet foglal el, így ezekből annál kevesebbet tud magánál tartani a játékos. Az összegyűjtött arany is helyet foglal, míg az öv különálló részként 8 különféle varázsitalt, illetve tekercset tartalmazhat, amelyek gyorsbillentyűk segítségével (a billentyűzet 1-8 gombjaival) érhetők el. A tárgyak nagy többsége rendelkezik különböző követelményekkel, amelyeket a karakternek teljesítenie kell az adott tárgy használatához – például megadott erő/ügyesség értékkel kell rendelkeznie. A játékban előforduló tárgyak előfordulási gyakoriság (és rendszerint ezzel egyenes arányban különleges képességek) szerint lehetnek „közönséges” (normal) fehér, mágikus (magic) kék, illetve aranyszínű (unique) egyedi ritkaságok.

### Varázslatok
A játék varázslatai kiegyensúlyozott manafogyasztással rendelkeznek, ugyanakkor a mana nem töltődik magától újra, ezért fokozott használat esetén jelentős mennyiségű manaitalra lehet szüksége a játékosnak. A varázslatok döntő része könyvek segítségével tanulható meg, illetve fejleszthető tovább.

## Környezet
Tristram falutól kissé északra található a Zakarum katedrális, amit a borzalmak sejtelmes fátyla borít be. A katedrális pincéjében alászállva négy különböző típusú mélységet (vagyis szinteket) járhat végig a játékos, melyek bár szerkezetileg hasonlóak (labirintus jellegűek), az alapszínük és „stílusuk” azonban más (kékes, zöldes, sárgás vagy vöröses), és mindegyik 4 szintet foglal magába: Templom (Church) [1–4. szint], Katakombák (Catacombs) [5–8. szint], Barlangok (Caves) [9–12. szint] és a Pokol (Hell) [13–16. szint]. Mindegyik „típus” első szintjén (tehát az 5-en, a 9-en és a 13-on) van valahol egy közvetlen feljáró Tristramba, amin legalább egyszer fel kell menni ahhoz, hogy a faluból közvetlenül vissza lehessen menni (kivétel persze a kiindulási pontként szolgáló katedrális lejárata az 1. szintre). A Katakombák felszíni feljárata a katedrális kertjében van, a Barlangok kijárata a falutól északnyugatra, a folyón túl a „hegyek” aljában, míg a Pokol „kapuja” Pepin házától északra, a faluban található meg. A játék folyamán bármely pillanatban lehetőség van elmenteni az adott állást, így a megnyitott portálkapu is megmarad, és a korábban megtisztított szintek sem lesznek tele újra szörnyekkel – ugyanakkor a további (még fel nem fedezett szintekre) nincs előre megszabott térkép, véletlenszerűen generálódik minden szint. Három nehézségi fokozat választható: normál (Normal), rémálom (Nightmare) [20-as karakterszinttől] és pokol (Hell) [30-as karakterszinttől], de ez utóbbiak csak multiplayerben érhetőek el.
A kalandozások során a karakter gyakran találhat ún. szentélyeket (sanctuary). Ezek képesek megváltoztatni a karakter vagy valamely felszerelésének tulajdonságértékeit – akár javítva vagy rontva azon.
Az ellenfelek között találhatók olyanok, amelyek közelharcban vagy távolsági harcban jók, de vannak varázslattal támadók is. Ám közös tulajdonságuk, hogy minél többet pusztít el a játékos egy bizonyos fajtájából, annál több ismerettel rendelkezik majd róla (15 megölése után látható, milyen az elemi ellenállása, illetve milyen támadásokra immunis az szörny fajta; 30 megölése után pedig már az aktuálisan támadott példány életpontjai is megjelennek). A közönséges szörnyek mellett találhatók ritka, egyedi nevű erős bestiák is, akik általában mágikus, de néha különleges tárgyakat is dobhatnak. Legtöbbször az ilyen szörnyeket velük megegyező fajú „alattvalók” kisebb csoportja veszi körül, akik megnehezítik a játékost a „vezér” legyilkolásában, habár előfordulnak magányosan is ilyen szörnyek, de ezek száma elenyésző. A legvégső főellenség a Sötét Nagyúr (The Dark Lord), azaz Diablo maga.

## Többjátékos mód
Helyi (modemes vagy egyéb) hálózaton vagy a Blizzard által üzemeltetett Battle.net online módban van lehetőségünk többszemélyes játékot folytatni. A játékot a GameRanger nevű ingyenes használatú program is támogatja, ez a legkönnyebb és a legkorszerűbb módszer a többszemélyes játékra.

## Hellfire
A játékhoz a Sierra Online készített 1998-ban egy kiegészítő csomagot, Diablo: Hellfire néven, ez az egyetlen hivatalos bővítmény, bár ezt sem az eredeti játékot készítő Blizzard Entertainment adta ki.
A Hellfire által biztosított bővítmény csak egyszemélyes módban érthető el a játékban. Története az eredeti mellett, azzal párhuzamosan fut: egy varázsló véletlenül megidéz egy újabb démont, Na-Krult Tristram városa fölött. A mágusnak bár végül sikerül egy ajtóval lezárnia a démon barlangját, de annak felderítése és elpusztítása már a játékos feladata.
A kiegészítés egy új karakterkasztot, a Szerzetest (Monk) hozza be a játékba. Ez a karakter a pusztakezes harcot, és a botos harcot részesíti előnyben, a többi fegyverrel gyengén szerepel. Mágikus képességei is elhanyagolhatók, különleges képessége a Keresés (Search), mellyel az elrejtett tárgyakat képes felfedni. Új küldetések, új kalandok várják a játékot kipróbálókat. A játék egyik fájljának megváltoztatásával két rejtett tesztkaraktert, a bárdot (Bard) és a barbárt (Barbarian) is előhívhatjuk. Előbbi lényegében a Rogue közelharci, utóbbi pedig a Harcos varázserő nélküli változata.

## Folytatások
A játék folytatásai a 2000-ben megjelent nagy sikerű Diablo II, majd a 2012-ben megjelent harmadik rész (Diablo III). A második rész figyelmen kívül hagyja a Hellfire-ben történteket, az alap Diablo történetet viszi tovább.